# Reisholz
Reisholz ist ein industriell geprägter Stadtteil der Landeshauptstadt Düsseldorf im Stadtbezirk 9. Gebräuchlich ist der Name jedoch auch für das größere, überwiegend gewerblich oder industriell genutzte Gebiet, das auch Teile von Benrath und Holthausen umfasst.

## Geographie

### Lage
Reisholz wird im Norden und Westen von industriell genutzten Teilgebieten des Stadtteils Holthausen umschlossen. Im Süden grenzt der Stadtteil an Düsseldorf-Benrath. Die Eisenbahnstrecke Düsseldorf–Köln, beziehungsweise die Further Straße bildet im Osten die gemeinsame Grenze mit Düsseldorf-Hassels.

### Nutzung und Bebauung
Für den Stadtteil charakteristisch und bedeutsam sind industrielle Ansiedlungen. Sie konzentrieren sich in einem stadtteilübergreifenden Industriegebiet im Norden, das sich von der Bahnstrecke bis zum Stadtteilzentrum von Holthausen erstreckt, und einem Industriegebiet im Süden, das von der Bahnstrecke bis an den Rhein reicht und auch Flächen der benachbarten Stadtteile Benrath und Holthausen beansprucht. Zwischen den beiden Industriegebieten liegen die Wohngebiete, die häufig aus in der ersten Hälfte des letzten Jahrhunderts gebauten dreigeschossigen Mehrfamilienhäusern mit ehemaligen Werkswohnungen bestehen.
Betriebsstätten und Geschäfte, die in den Teilen der beiden Industriegebiete, die schon auf der Fläche der benachbarten Stadtteile liegen, angesiedelt sind, werden oft trotzdem dem Stadtteil Reisholz zugerechnet, was sich meistens auch in ihren Namen niederschlägt, wie die Beispiele Feldmühle Werk Reisholz in Benrath, das Kraftwerk Reisholz, der Reisholzer Hafen und Ikea Reisholz in Holthausen zeigen.

## Geschichte
Während Namen wie „Reisholt (1368)“, „Reisholzer Gemark (1447)“, „Reißholtz (1535)“, „Im Riessels (1674)“ oder „Reisholz“ in alten Urkunden und Karten häufiger als Lagebezeichnung verwendet wurden, ist eine Ortschaft oder Kirchspiel mit diesen Namen bis Ende des 18. Jahrhunderts nicht nachweisbar.
Ursprünglich waren entsprechend dem Namensteil „holt/holz“ weite Bereiche von Reisholz mit Wald bedeckt. Der Namensteil „ris“ bedeutet sumpfige Niederung und bezog sich darauf, dass es sich um ein sumpfiges Waldgebiet handelte. Das Waldgebiet wird durch die Bezeichnung „Erbförsteramt in der Reisholzer Gemark“ in einer Urkunde von 1447 für die Aufteilung des Besitzes zwischen den Brüdern Heinrich und Johann von Elner (Eller) bestätigt.
Die ursprüngliche Gemark umfasste das Waldgebiet von Haus Horst (Hilden) im Süden bis zum Dammsteg (Wersten) im Norden, seitlich begrenzt durch Eller und Hilden im Osten und Benrath im Westen. Diese Gemark war damit wesentlich größer als der aktuelle Stadtteil. Allerdings sind auch einige alte Bauernhöfe nördlich der heutigen Straße An der Wilkesfurth im Bereich des Oerschbaches und Wersten nachweisbar. Diese Höfe waren aber im Gegensatz zu den Hasseler Höfen nicht im Benrather Lagerbuch enthalten. In einer Auflistung von Kirchspielen, Gemeinden, Weilern und Gehöften im Kreis Düsseldorf, Landgericht-Bezirke, aus dem Jahre 1836 wurde erstmals unter Kirchspiel Eller ein Weiler Reisholz angeführt. Zu diesem Zeitpunkt umfasste der Weiler 40 Wohnhäuser und 16 landwirtschaftlich genutzte Gebäude. Allerdings wurde im selben Dokument auch ein kleineres Gebiet mit sechs Wohnhäusern und sechs landwirtschaftlich genutzten Gebäuden unter dem Namen Reisholz zugehörig zur Ortschaft Benrath aufgelistet.
In einem „Uebersichts-Handriss“ von 1820 für die Bürgermeisterei Benrath wurde das gesamte damalige Verwaltungsgebiet Benrath in Flur I bis XVII aufgeteilt. In dieser Karte wurde nur die Flur Nr. X mit Reisholz bezeichnet. Diese Flur war das nordöstlichste Gebiet der Bürgermeisterei und ist aktuell ein Teil des Hasseler Forstes. Bei der Neufassung der Rheinischen Landgemeinde-Ordnung vom 23. Juli 1845 wurde Reisholz als eine der Siedlungen, die zur Gemeinde Benrath gehörten, angeführt.
Eine Verfügung des Regierungspräsidenten vom 15. Juli 1901 legte fest, dass Teile der Gemeinden Benrath, Itter-Holthausen und Himmelgeist-Wersten (Bereich Halbusch, ab dem Oerschbach, nordöstlicher Teil von Oberheid und von Niederheid der Bereich um den Kapplerhof) seitdem die Ortsbezeichnung Reisholz führten.
Die aktuellen Gemeindegrenzen sind in vielen Bereichen unterschiedlich zu diesen älteren. Manchmal wurden Lagebezeichnungen auch für Namen verwendet, die den Gemeindegrenzen nicht entsprachen. Ein Beispiel hierfür ist die Verwendung des Namens Reisholz. Sowohl für die Industrie-Terrains-Düsseldorf-Reisholz AG (IDR) wie auch für das ehemalige RWE-Kraftwerk Düsseldorf-Reisholz wird dieser Name verwendet. Der Bau dieses Kraftwerkes erfolgte ab 1908 auf dem Gebiet der Gemeinde Itter-Holthausen und nicht in Reisholz und die Aktivitäten der IDR waren nicht nur auf Reisholz beschränkt.
Grund hierfür war die große Bedeutung für Reisholz und die angrenzenden Nachbargemeinden, die die 1898 von Hermann Heye gegründete Industrie-Terrains-Düsseldorf-Reisholz AG (IDR) spielte. Sie erschloss große Flächen im Gebiet der Bürgermeisterei Benrath für die großindustrielle Nutzung einschließlich ihrer Verkehrsanbindung mittels des 1899 eröffneten Güter- und Übergabebahnhofes an der Bahnstrecke Köln–Duisburg und des 1901 in Betrieb genommenen Reisholzer Rheinhafens auf Holthausener Gebiet. Ab 1899 siedelten besonders in Holthausen-Itter und Reisholz zahlreiche Betriebe – unter anderem Maschinenfabriken, chemische Fabriken, Papierfabriken, petrochemische Läger, eine Benzinraffinerie, Holzgroßhandlungen, ein Walzwerk, blech- und stahlverarbeitende Industrien – an.

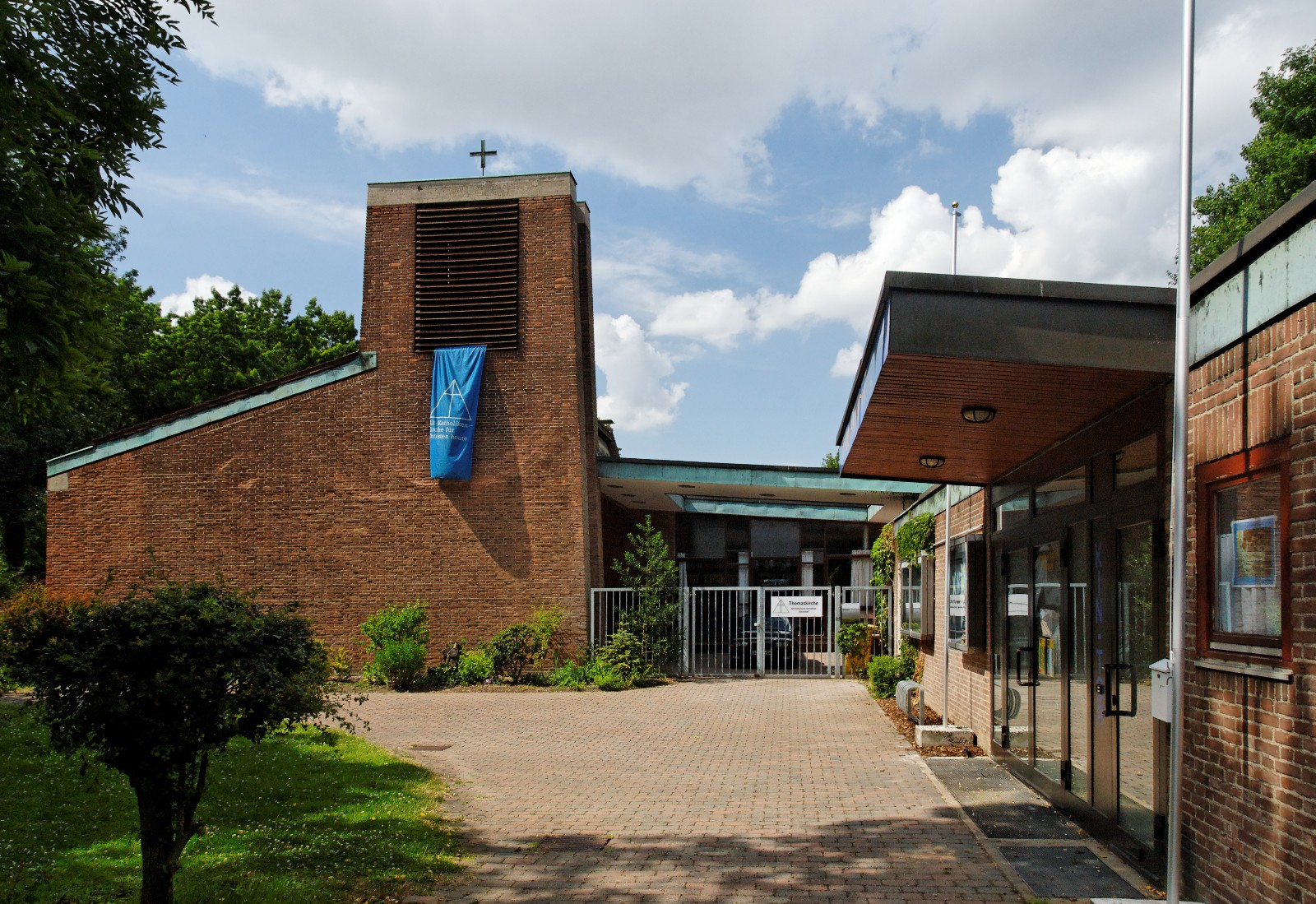
Thomaskirche

In der Nähe der Werke und Fabriken entstanden viele Wohnsiedlungen. Sogar eine Kirche im neugotischen Stil in der Inkmannstraße wurde 1907 von der IDR AG gestiftet. Mitte der 1950er Jahre musste eine neue Kirche in der Aschaffenburger Straße gebaut werden – die heutige Thomaskirche, gestiftet von Henkel, entworfen von Walter Köngeter und Ernst Petersen –, da die alte Kirche der Erschließung weiterer Industrieflächen durch die IDR im Wege stand.
Bei der Gebietsrevision 1908/09 im Düsseldorfer Süden hatten neben der Landgemeinde Eller auch einige Ratsmitglieder aus Reisholz die Eingliederung nach Düsseldorf beantragt. Da Reisholz aber Bestandteil der Großgemeinde Benrath war, scheiterte dieser Wunsch am Widerstand des damaligen Benrather Bürgermeisters Peter Urkhaus.
Die Eingemeindung von Reisholz nach Düsseldorf erfolgte deshalb erst 1929. Reisholz, wie bereits angeführt, gehörte zur Bürgermeisterei Benrath und trug aufgrund hoher Gewerbesteuer-Einnahmen nach Ansiedlung der Industriebetriebe auch wesentlich zum Wohlstand der Bürgermeisterei Benrath bei, die bei ihrer Eingemeindung als „Reiche Braut“ der Stadt Düsseldorf bezeichnet wurde. Weitere Einzelheiten bis zur Eingemeindung sind unter Benrath angegeben.

## Wirtschaft und Infrastruktur

### Unternehmen
Den größeren Teil des nördlichen Industriegebietes nimmt das 5 Hektar große Werksgelände der Firmen Henkel und BASF, auf dem 1900 mit der Produktion begonnen wurde, ein. Dort betreibt aber auch Vallourec & Mannesmann Tubes ein 1899 erbautes Presswerk. Im Süden von Reisholz hat Zamek Nahrungsmittel GmbH & Co. KG seine Verwaltung und Produktionsstätten. Auch in Reisholz vollzieht sich ein struktureller Wandel, der zur Erhöhung des Anteils von Handel und nicht-industriellen Gewerbe beispielsweise aus der Logistik-Branche führte und führen wird. Zuletzt wurde das Feldmühle Werk Reisholz geschlossen. Zuvor hatten schon sowohl Henkel als auch Vallourec & Mannesmann Tubes ihre Werksflächen verringert. Auf der ehemaligen Fläche des Henkel-Werkes eröffnete 2000 Ikea ein weiteres Einrichtungshaus. Auf der von Mannesmann nicht mehr genutzten Fläche entstanden ein weithin sichtbares die Silhouette von Reisholz prägendes Hochregallager und neue Einzelhandelsmärkte. Parallel zum Rhein vom ehemaligen Kraftwerk Reisholz über den Reisholzer Hafen weiter stromaufwärts in Richtung Benrath soll in naher Zukunft ein modernes Büro- und Wohnviertel inklusive Sporthafen entstehen.

### Öffentlicher Personennahverkehr

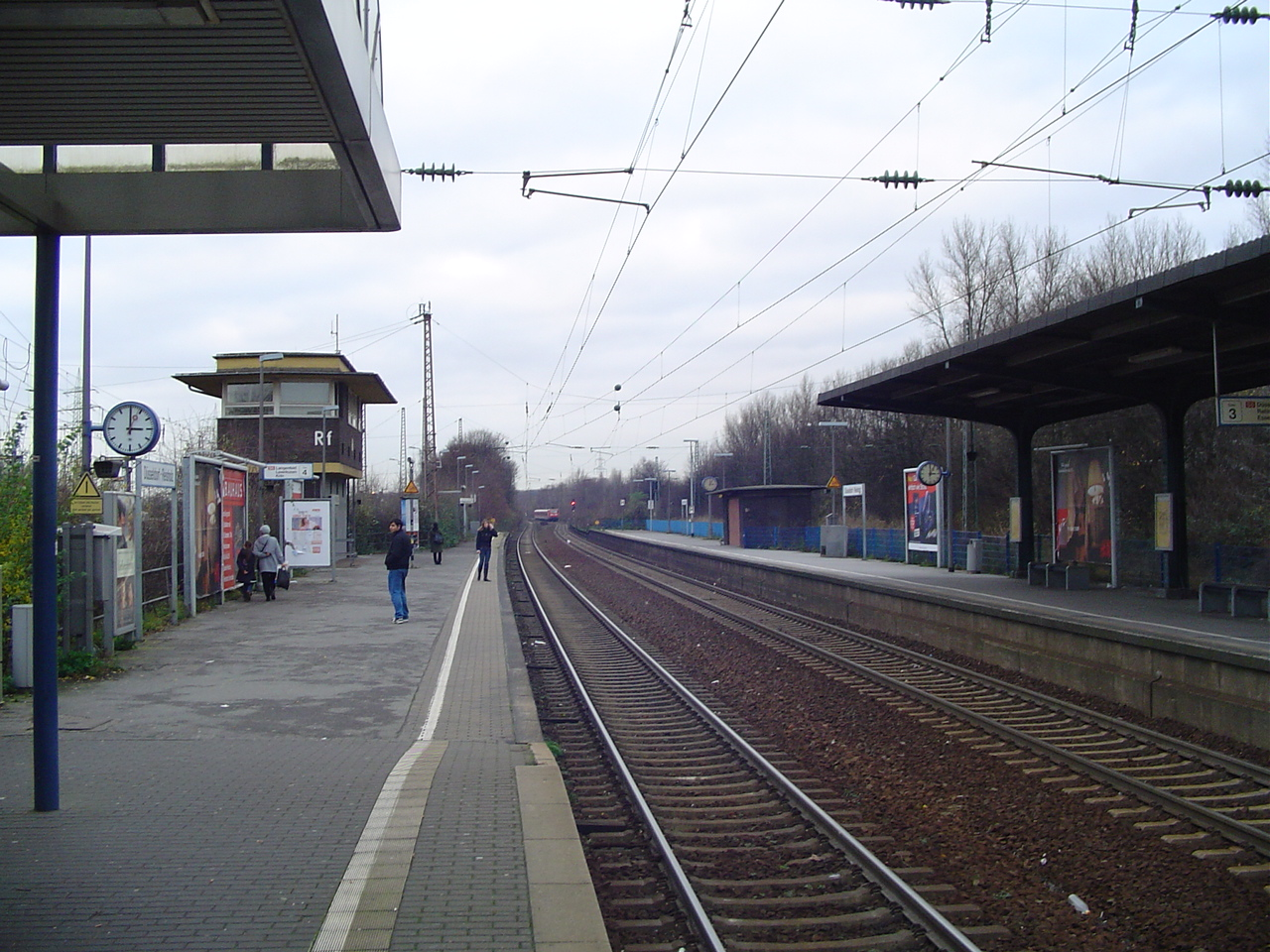
S-Bahnhof Reisholz

Am Bahnhof Düsseldorf-Reisholz halten die S-Bahnen der Linie S 6 Essen–Düsseldorf–Köln. Reisholz wird ferner durch die Rheinbahn-Buslinien 724, E724, 727, 730, 785, 789, 835, NE 7 und 815 erschlossen. Alle Linien außer der 724 besitzen Haltestellen am Reisholzer Bahnhof, so dass ein Umstieg von und zu der S-Bahn möglich ist.

### Individual- und Güterverkehr

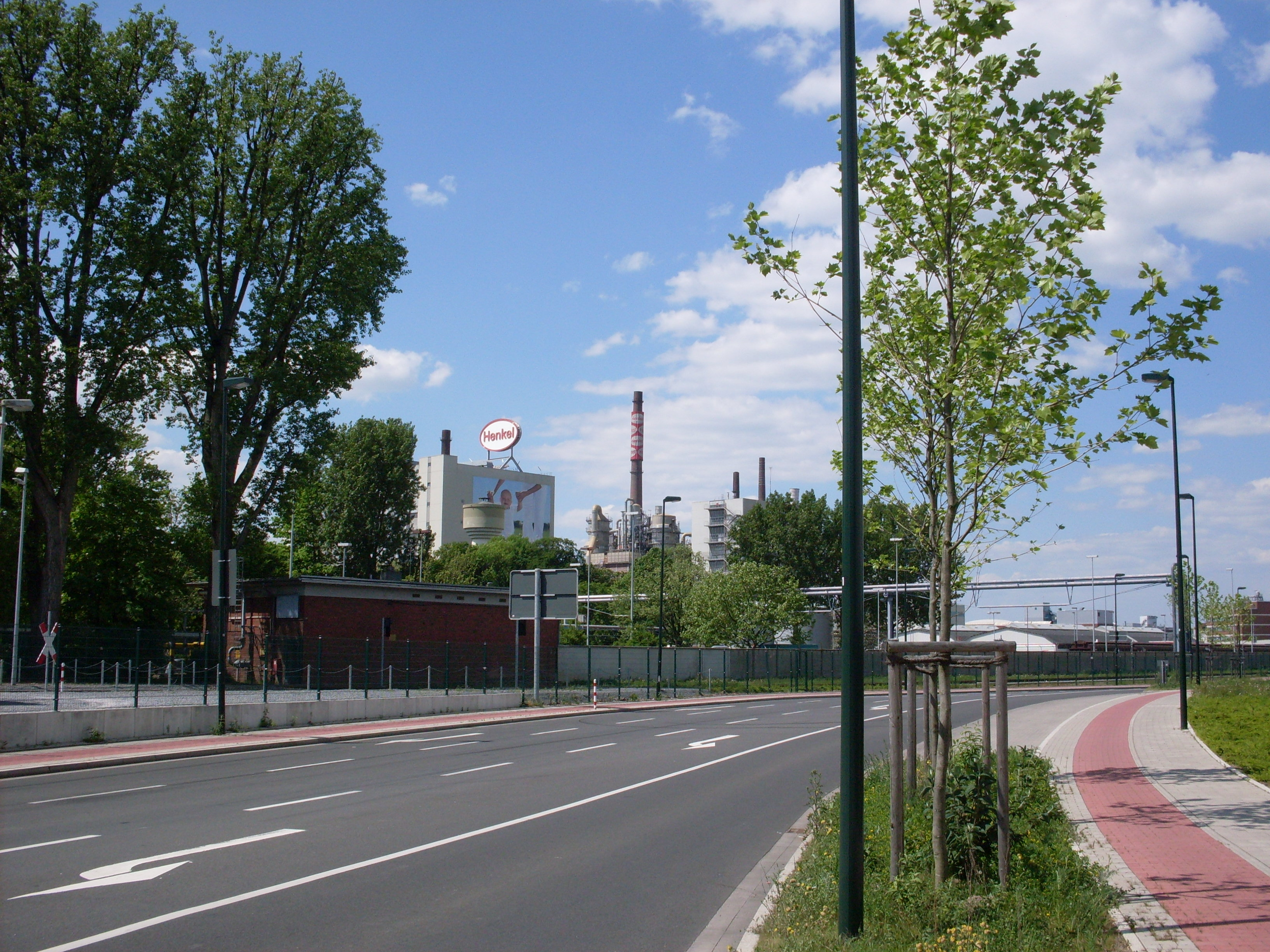
Reisholzer Bahnstraße, im Hintergrund ist Henkel zu sehen

Reisholz ist nördlich über die Anschlussstelle 25 Düsseldorf-Holthausen an die Bundesautobahn 46 angeschlossen. Seit Inbetriebnahme der Verlängerung der Reisholzer Bahnstraße (auch Reisholzer Umgehungsstraße genannt) im Jahr 2006 erreicht der Schwerlastverkehr die Autobahn, ohne Reisholzer Wohngebiete zu durchfahren. Den Reisholzer Süden tangiert die mehrspurige Münchener Straße von Düsseldorf-Garath nach Düsseldorf-Bilk und nimmt den Verkehr des südlichen Industriegebietes insbesondere vom Reisholzer Hafen, in dem immer noch Güter umgeschlagen werden, auf.
Nördlich des S-Bahn-Haltepunktes befindet sich für den Güterbahnverkehr der Übergabebahnhof zur Industriebahn Reisholz, die von der IDR betrieben wird und alle Bereiche der Reisholzer Industriegebiete an die Schiene anbindet.

### Energieversorgung
Mit dem 1906 von RWE auf Holthausener Gebiet erbauten Kraftwerk Reisholz befand sich in unmittelbarer Nähe das zeitweise größte Steinkohlekraftwerk der Welt und somit eine ausreichende Stromversorgung für die umfangreichen Industrieansiedlungen in und um Reisholz. Das Kraftwerk wurde 1966 stillgelegt und 1974 abgerissen. Eine Skurrilität stellt der Hochspannungsmast der Rhein-Freileitungskreuzung Reisholz dar, unter dessen Beinen das Anschlussbahngleis des Umspannwerks Holthausen hindurchläuft.

### Sportstätten

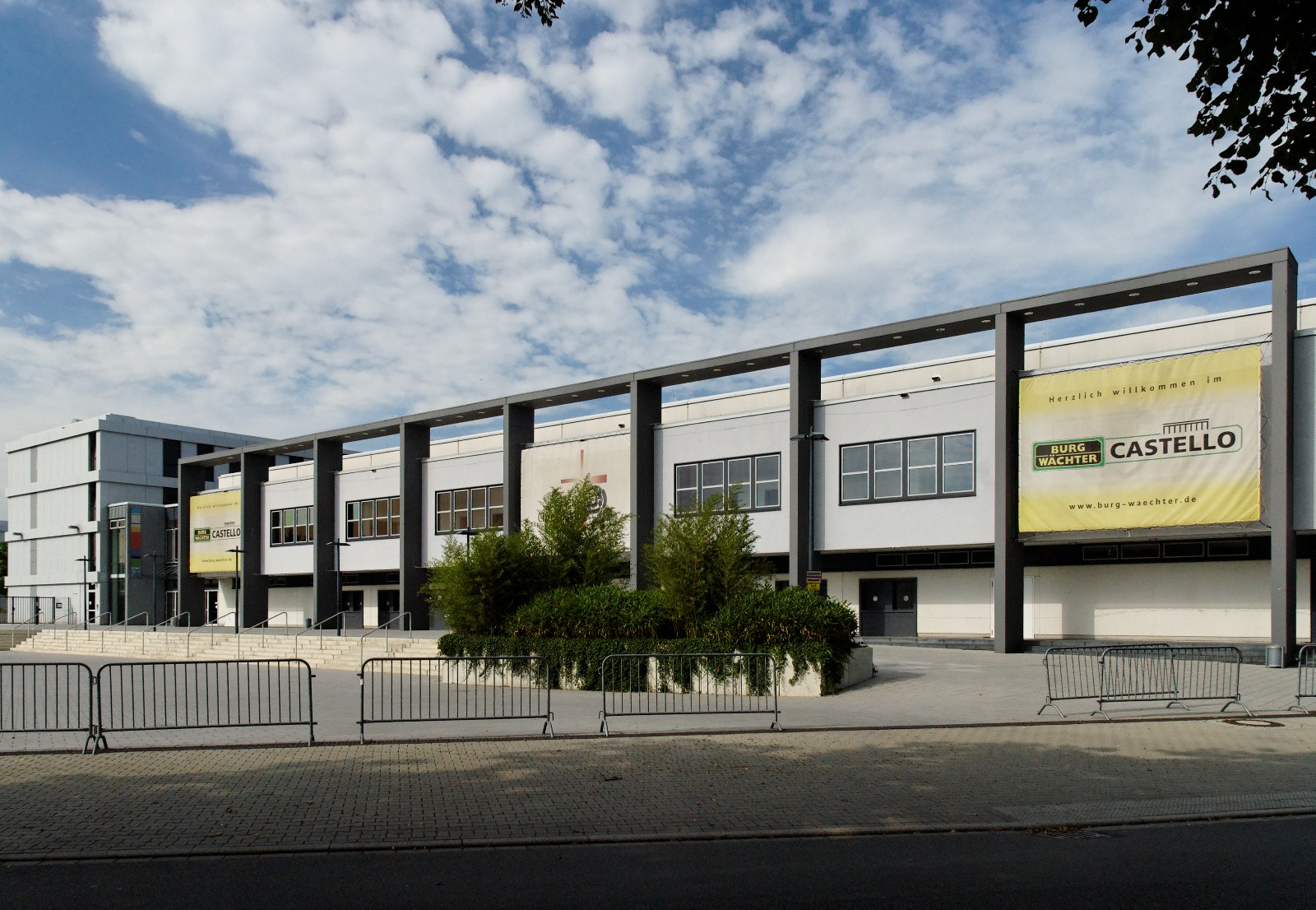
Burg-Wächter Castello

Die wichtigste Sportanlage für Outdoor-Sportarten und Breitensport ist der am westlichen Stadtteilrand gelegene Sportpark Niederheid, der nach dem Arena-Sportpark die größte Sportanlage Düsseldorfs ist. Er ist auch die wichtigste Wettkampf- und Trainingsstätte des SFD’75 – Verein für Sport und Freizeit von 1975 Düsseldorf-Süd e. V., dem mit mehr als 3.000 Mitgliedern größten Düsseldorfer Sportverein.
In Nähe des Reisholzer Bahnhofs befindet sich das Castello, in dem die Profibasketballmannschaft Giants Düsseldorf sowie die Handballspielgemeinschaft Düsseldorf ihre Spiele austragen und auch regelmäßig WM-Profi-Boxkämpfe der Frauen stattfinden. Die Mehrzweckhalle gehört zum Freien Christlichen Gymnasium, das im nördlich benachbarten Gebäude 2008 den Unterricht aufgenommen hat.